# Kima
Genre
Kima est un genre d'araignées aranéomorphes de la famille des Salticidae.

## Distribution
Les espèces de ce genre se rencontrent en Afrique subsaharienne.

## Liste des espèces
Selon World Spider Catalog (version 18.0, 15/04/2017) :
- Kima africana Peckham & Peckham, 1902
- Kima atra Wesołowska & Russell-Smith, 2000
- Kima montana Wesołowska & Szeremeta, 2001
- Kima reimoseri (Lessert, 1927)
- Kima variabilis Peckham & Peckham, 1903

## Publication originale
- Peckham & Peckham, 1902 : Some new genera and species of Attidae from South Africa. Psyche, vol. 9, p. 330-335 (texte intégral).